# 박중양 (통계학자)
박중양(朴重陽, 1956년 7월 14일~)은 대한민국의 통계학자, 공학자, 대학교수이다.

## 경력
- 연세대학교 응용통계학과 졸업(이학 학사)
- 한국과학기술원 산업공학과 응용통계학 석사
- 한국과학기술원 산업공학과 응용통계학 박사
- 경상국립대학교 자연과학대학 정보통계학 조교수
- 경상국립대학교 자연과학대학 정보통계학 부교수
- 경상국립대학교 자연과학대학 정보통계학 교수
- 경상국립대학교 전산통계연구실
- 경상국립대학교 교육정보전산원장

## 저작
- 기초통계학:개념과 방법 그리고 R을 이용한 실습, 이계민외 1명 공저, 2010
- 통계적 개념과 방법 그리고 R, 이계민외 1명 공저, 2009
- 수치해석, 박재흥 공저, 1996
- SAS 프로그래밍, 1995

### 번역서
- 조지 박스, 《어쩌다 보니 통계학자:통계학의 거장 조지 박스의 삶과 추억》 (박중양 역, 생각의힘, 2015)
- David Salsburg 저, 통계학의 피카소는 누구일까:20세기 과학혁명을 이끈 통계학 영웅들의 이야기 (박중양 번역, 자유아카데미, 2011)

## 같이 보기
- 한국과학기술원
- 연세대학교